# PIM1
PIM1 (англ. Pim-1 proto-oncogene, serine/threonine kinase) – білок, який кодується однойменним геном, розташованим у людей на короткому плечі 6-ї хромосоми. Довжина поліпептидного ланцюга білка становить 404 амінокислот, а молекулярна маса — 45 412.
| 10         |  | 20         |  | 30         |  | 40         |  | 50         |
| ---------- |  | ---------- |  | ---------- |  | ---------- |  | ---------- |
| MPHEPHEPLT |  | PPFSALPDPA |  | GAPSRRQSRQ |  | RPQLSSDSPS |  | AFRASRSHSR |
| NATRSHSHSH |  | SPRHSLRHSP |  | GSGSCGSSSG |  | HRPCADILEV |  | GMLLSKINSL |
| AHLRAAPCND |  | LHATKLAPGK |  | EKEPLESQYQ |  | VGPLLGSGGF |  | GSVYSGIRVS |
| DNLPVAIKHV |  | EKDRISDWGE |  | LPNGTRVPME |  | VVLLKKVSSG |  | FSGVIRLLDW |
| FERPDSFVLI |  | LERPEPVQDL |  | FDFITERGAL |  | QEELARSFFW |  | QVLEAVRHCH |
| NCGVLHRDIK |  | DENILIDLNR |  | GELKLIDFGS |  | GALLKDTVYT |  | DFDGTRVYSP |
| PEWIRYHRYH |  | GRSAAVWSLG |  | ILLYDMVCGD |  | IPFEHDEEII |  | RGQVFFRQRV |
| SSECQHLIRW |  | CLALRPSDRP |  | TFEEIQNHPW |  | MQDVLLPQET |  | AEIHLHSLSP |
| GPSK       |  |            |  |            |  |            |  |            |

A: Аланін

C: Цистеїн

D: Аспарагінова кислота

E: Глутамінова кислота

F: Фенілаланін

G: Гліцин

H: Гістидин

I: Ізолейцин

K: Лізин

L: Лейцин

M: Метіонін

N: Аспарагін

P: Пролін

Q: Глутамін

R: Аргінін

S: Серин

T: Треонін

V: Валін

W: Триптофан

Кодований геном білок за функціями належить до трансфераз, кіназ, серин/треонінових протеїнкіназ, фосфопротеїнів. 
Задіяний у таких біологічних процесах, як апоптоз, клітинний цикл. 
Білок має сайт для зв'язування з АТФ, нуклеотидами, іонами металів, іоном магнію. 
Локалізований у клітинній мембрані, цитоплазмі, ядрі, мембрані.